# Miracle!!
miracle!!（ミラクル）は、BAYFMで毎週月曜日から木曜日の9:00 - 11:58に放送しているラジオ番組である。

## 概要
- MARIVE TIME & STYLEの後番組として2008年10月に放送開始。ANNAのbayfm登板はFLY!DAY TRIPPER〜FROM SKY GATE〜 TRIP1産休以来のこと。
- 10周年となる2018年10月のリニューアルで、番組のイメージカラーを緑からピンクに変更。同年10月1日 - 18日の放送は、「miracle!! 10ct Anniversary」と題して、番組開始から振り返った。
- 2019年9月23日はスペシャルプログラム「bayfm 30th Anniversary Special bay with you. Song with you.」（9:00 - 11:53、13:00 - 18:55）を放送のために当番組は休止したが、DJのANNAとメールアドレスは継続して放送する。ANNAの他にもきゃんひとみが登場。

## DJ
- ANNA（番組スタート時から）
- 小島麻子（ANNA休暇時の代理）

## 過去のDJ

### ANNA療養中の代理
2018年8月27日 - 9月27日の約1か月間、ANNAが喉の治療で休養した時の代理。
- 山田まりや（月曜日担当）
- 麻生夏子（火曜日担当） - KEIYOGINKO POWER COUNTDOWN REAL担当でもある。麻生が代演していた時期のアナライズは女心をピックアップしていた。
- 小尾渚沙（水曜日担当） - 千葉出身ながら当番組がbayfm初出演。この後、2018年10月8日の当番組枠で、「HEISEI SPORTS miracle!!spacial」と題した特別番組を担当（ANNAは休み）した他、2019年2月11日の特番も担当。同年10月より「THE FLINTSTONE」DJを務めるほか、2020年11月 - 2021年2月はThe_BAY☆LINE木曜の代演を務めた。
- 雨宮朋絵（木曜日担当） - 2012年に降板したBAY MORNING GLORY以来6年ぶりのラジオ出演。その後、2020年4月より「CHIBA PREFECTURE UPDATES」を担当するほか、2021年3月 - 6月はパワカンで麻生の代演を務めた。

2022年8月17日 - 8月26日の約1週間は、2018年の療養以来、「声帯結節」による喉の不調により代理DJを立てて放送した。
- 雨宮朋絵（2022年8月17日・18日・22日・23日） - 2018年の代理DJとしての出演以来、4年ぶり2度目の出演。
- 宮島咲良 (2022年8月24日・25日） - 2022年1月以来、2度目の代理DJとして出演。同時間帯の毎週金曜に放送しているMOTIVE!!に出演中。

## 代理DJ
- 酒井道代（2013年4月9日・2015年12月1日・3日・2016年6月23日、12月5日・7日） - 2015年12月、2016年12月はANNAの休暇、6月23日はANNAの体調不良のため
- 春原佑紀（2013年11月25日 - 28日） - ANNAの休暇のため
- 片岡由衣（2015年11月30日） - ANNAの休暇のため
- 野呂佳代（2015年12月2日） - ANNAの休暇のため
- 光永亮太（2016年6月22日） - 体調不良のANNAのサポートで「POWER BAY MORNING」に引き続き出演。
- 高木理恵（2016年12月6日）- ANNAの休暇のため
- ケリー・アン（2016年12月8日）- ANNAの休暇のため
- とよた真帆（2018年8月21日） - ANNAの療養のため
- 田中美里（2018年8月23日） - ANNA療養のため
- 福田麻衣（2018年8月21日・23日） - とよたと田中のアシスタント
- 麻生夏子（2018年10月11日） - ANNA体調不良に伴い
- 大島由香里（2021年3月18日） - ANNAの休暇のため
- 宮島咲良 (2022年1月18日）
- 滝沢沙織 (2022年2月23日）
- MISATO (2022年4月7日）
- 武藤十夢 (2024年3月13日)
- 横山だいすけ (2024年4月10日)

## タイムテーブル
- 09:00 番組オープニング
2013年4月の番組リニューアルより前はラスマス・フェイバーの“Are You Ready”がBGMだった。
- 09:22 BAYFMリスナー安全運転宣言
リスナーから届いた安全運転に関するメッセージを一通読む。
2014年3月以前は交通情報の時間が異なっていたため、このコーナーと後述のYAMASA DAILY TIPSは時間が若干異なっていた。
- 09:45 #ミラクルワード
朝のツイッターで流行っている言葉を幾つかピックアップして、最終的に言葉を厳選する。
- 09:57 WEATHER NEWS
ウェザーニューズのキャスターと回線を結んで、その日の天気や暦に関するお話をする。
- 10:00 10時のオープニング
番組ジングルにはいくつか種類があるが、シンガー・ソングライターUEBOの声のものが2018年10月より使用開始された。[注釈 1]11:00の番組ジングルも同様。
- 10:01 ミラクルミュージックチャージ
曜日別で邦楽と洋楽の新譜を特集するコーナー。約3曲放送。
- 10:22 YAMASA DAILY TIPS
アーティストの食事に対する思い出や料理研究家のおすすめレシピなど料理にまつわるトピックを紹介。
- 10:42 はぴねすくらぶラジオショッピング
RADIO PRO SHOPPERの後継コーナーとしてスタート。はぴねすくらぶ提供のラジオショッピング。
- 11:05 PRECIOUS REPORT 【佐藤由季（月・火）、作田つばさ（水・木）】
千葉県内を中心に（県外のときも稀にある）注目スポットからの中継レポート。
- 11:55頃　番組エンディング
Wonder Worldの“everlasting”をBGMに、次の番組「YAMAMAN presents MUSIC SALAD FROM U-kari STUDIO」のDJとクロストークをして番組終了。

この他、ニュース・天気予報・交通情報を挿入。Updatesも参照のこと。
- BAYFM UPDATES - 11:16 最新ニュース。
- BAYFM WEATHER UPDATES - 11:36 ベイエリアとその周辺の天気予報。かつては「WEATHER NEWS（9:57 - ）」枠も「BAYFM WEATHER UPDATES」だった。
- BAYFM TRAFFIC UPDATES - 9:18，9:38，10:38，11:38の各時間帯で、首都圏の高速道路と一般道路を日本道路交通情報センターから伝える。2014年3月以前は毎時15分頃と45分頃にあった。
- 2018年3月まで全時間帯でパーソナリティーが情報を伝えたが、4月から11時台のみ各曜日の情報アナウンサー（2021年10月現在、月曜日は斉藤ことえ、火曜日は堀之内優、水曜日は高島由紀子、木曜日は関家麻紀子）が担当。

## 過去のコーナー
- 房総社長漫遊記
森田健作と京本政樹が千葉を舞台にして、ドラマを8月限定で放送していた。
- RADIO PRO SHOPPER（？～2022年3月）
日本直販提供のラジオショッピング。ナビゲーターであるリリアン原山・バーバラ田所・マリー稲葉のいずれか1名が週替わりで登場していた。

## ミラクル・ニュース 新人発掘オーディション
- 2011年12月19日 - 22日の四日間、鴨川クリスタルが担当した「ミラクル・ニュース」を刷新するべく新人発掘オーディションが開催され、4人のキャスター候補が日替わりでニュースを担当した。19日から「ミラクル・ニュース アンドロイド (幕張ミク)」、「ミラクル・ニュース ちょっとだけよ？ (ANNA)」、「ミラクル・ニュース カフェ (キリ・マンジロー)」、「ミラクル・ニュース 明日も晴れるかな？ (劇団ドクダミ：明日ANNA (6歳))」の順で新人候補がニュースを担当し、メールで投票を呼びかけた。
- オーディション終了後の翌週26日から1週間は鴨川クリスタルが担当したが、29日にニューヨーク支局に転勤することを告げて鴨川クリスタルはコーナーを引退した。
- 投票の結果、2012年1月2日から「ミラクル・ニュース カフェ」にコーナー名が変更になり、担当キャスターはキリ・マンジローになった。